# ۳۶ (عدد)
۳۶ به حروف سی و شش یک عدد طبیعی است که بعد از ۳۵ و قبل از ۳۷ قرار دارد.